# Gare de Clock House
La gare de Clock House (en anglais : Clock House railway station), est une gare ferroviaire de la Ligne de Mid-Kent (en), en zone 4 Travelcard. Elle  est située sur la Beckenham Road à Beckenham, sur le territoire du borough londonien de Bromley, dans le Grand Londres.
C'est une gare Network Rail desservie par des trains Southeastern.